# مليون مبرمج عربي

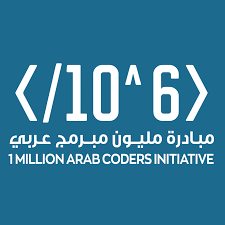
شعار مبادرة مليون مبرمج عربى

مليون مبرمج عربى (بالإنجليزية: One Million Arab Coders) هي مبادرة أطلقها محمد بن راشد آل مكتوم حاكم إمارة دبي في عام 2017 وتديرها مؤسسة دبي للمستقبل وداماك العقارية، وهي منصة تعليمية تقدم برامج تدريبية مجانية للأفراد المهتمين بتطوير المهارات الرقمية. و تهدف إلى تمكين مليون شاب عربى من المهارات الأساسية المطلوبه لسوق العمل وذلك بتعليم لغة المستقبل من خلال التخصصات الأكثر إحتياجا في مجال البرمجة. بهدف تخريج خبراء في مجال التقنية الرقمية وإمدادهم بجميع الأدوات اللازمة ليكون لجاهزين للمستقبل والتحول الرقمى. بدأت المبادرة بالتعاون مع أوداسيتي ولاحقا إنضمت مايكروسوفت وتُمكن المبادرة المنتسبين الحاصلين على شهادات قبول من الشركات السابقه للتأهل للاختبارات النهائية التي يتم تنظيمها كل ثلاثة أشهر ليحصل المتفوقون منهم على شهادات نانو أو «نانو ديجري».

## بعض التخصصات والتفريعات[6]

### تطوير المواقع الإلكترونية
وتهدف إلى تعليم مفاهيم أساسية في البرمجة في بايثون، مثل التدقيق المنطقي، هياكل البيانات، وتعلم بناء الجمل، وأساليب التنقيح، و حل المشكلات. وتقدم سلسلة من المشاريع الصغيرة والتدريبات باستخدام مكتبات بايثون. وتلقي تعليماتٍ لتشكيل رموز غيت هاب.

### تطبيقات أندرويد
وهو برنامج مخصص لمطوري الأندرويد المبتدئين ولتعلم كيفية تحويل التطبيقات المرسومة يدوياً لتصاميم باستخدام لغة الترميز القابلة للامتداد XML، وواستغلال قدرة Java.

### تحليل البيانات
ويهدف إلى تعليم مهارات أساسية في التعامل مع البيانات وتعلم كيفية تحوّيل البيانات إلى أفكار. وتعلم كيفية حساب الإحصائيات وكيف وبناء الرسومات المستخدمة لعرضٍ ومشاركة أفضل لقراءة البيانات. وتطوير مهارات مايكروسوفت أكسل ومهارات صانعي القرار وتعلم لغة قواعد البيانات، وإستخدامها في استخراج وتحليل البيانات المصنفة في قواعد البيانات.

## إحصاءات وحقائق
- في عام 2017 وخلال أسبوع واحد، تقدم 500 ألف شاب وفتاة لحجز مقعد في منحة مليون مبرمج عربى.[7]
- في عام 2018 حصل 250 مشاركا على شهادات نانو بمناسبة نجاحهم وتفوقهم ومشاركتهم الفاعّلة في البرنامج.[8]
- في نفس العام بلغ عدد المتقدمين لمبادرة مليون مبرمج عربي 520 ألف شخص.[9]

## روابط خارجية
- مليون مبرمج عربى
- موقع مليون مبرمج عربي على أوداسيتي

## أنظر أيضا
- جمال عمارة